# Green Bay Packers 1929
La stagione 1929 dei Green Bay Packers è stata la nona della franchigia nella National Football League. La squadra, allenata da Curly Lambeau, ebbe un record di 12-0-1, terminando prima in classifica e vincendo il primo titolo della sua storia. Una folla festante di 20.000 persone accolse la squadra al ritorno a Green Bay dopo la loro gara finale a Chicago.
Prima dell'inizio della stagione, i Packers firmarono tre futuri Hall of Famer: Johnny "Blood" McNally, Cal Hubbard e Mike Michalske, che assieme a Lambeau guidarono i Packers in vetta alla lega.

## Calendario
| Stagione regolare |              |                             |           |        |                   |
| Gara              | Data         | Avversario                  | Risultato | Record | Stadio            |
| 1                 | 22 settembre | Dayton Triangles            | V 9–0     | 1–0    | City Stadium      |
| 2                 | 29 settembre | Chicago Bears               | V 23–0    | 2–0    | City Stadium      |
| 3                 | 6 ottobre    | Chicago Cardinals           | V 9–2     | 3–0    | City Stadium      |
| 4                 | 13 ottobre   | Frankford Yellow Jackets    | V 14–2    | 4–0    | City Stadium      |
| 5                 | 20 ottobre   | Minneapolis Red Jackets     | V 24–0    | 5–0    | City Stadium      |
| 6                 | 27 ottobre   | at Chicago Cardinals        | V 7–6     | 6–0    | Comiskey Park     |
| 7                 | 3 novembre   | at Minneapolis Red Jackets  | V 16–6    | 7–0    | Nicollet Park     |
| 8                 | 10 novembre  | at Chicago Bears            | V 14–0    | 8–0    | Wrigley Field     |
| 9                 | 17 novembre  | at Chicago Cardinals        | V 12–0    | 9–0    | Comiskey Park     |
| 10                | 24 novembre  | at New York Giants          | V 20–6    | 10–0   | Polo Grounds      |
| 11                | 28 novembre  | at Frankford Yellow Jackets | P 0–0     | 10–0–1 | Frankford Stadium |
| 11                | 1 dicembre   | at Providence Steam Roller  | V 25–0    | 11–0–1 | Cycledrome        |
| 12                | 8 dicembre   | at Chicago Bears            | V 25–0    | 12–0–1 | Wrigley Field     |

## Classifiche
| Classifica NFL           |    |   |   |       |     |     |     |
|                          | V  | S | P | %     | PF  | PS  | STR |
| Green Bay Packers        | 12 | 0 | 1 | 1.000 | 198 | 22  | V2  |
| New York Giants          | 13 | 1 | 1 | .929  | 312 | 86  | V4  |
| Frankford Yellow Jackets | 10 | 4 | 5 | .714  | 129 | 128 | V1  |
| Chicago Cardinals        | 6  | 6 | 1 | .500  | 154 | 83  | V1  |
| Boston Bulldogs          | 4  | 4 | 0 | .500  | 98  | 73  | S1  |
| Staten Island Stapletons | 3  | 4 | 3 | .429  | 89  | 65  | S2  |
| Providence Steam Roller  | 4  | 6 | 2 | .400  | 107 | 117 | S1  |
| Orange Tornadoes         | 3  | 5 | 4 | .375  | 35  | 80  | S1  |
| Chicago Bears            | 4  | 9 | 2 | .308  | 119 | 227 | S1  |
| Buffalo Bisons           | 1  | 7 | 1 | .125  | 48  | 142 | V1  |
| Minneapolis Red Jackets  | 1  | 9 | 0 | .100  | 48  | 185 | S7  |
| Dayton Triangles         | 0  | 6 | 0 | .000  | 7   | 136 | S6  |

Note:
- I pareggi non venivano conteggiati ai fini della classifica fino al 1972.[4]